# Jack Rowley
John Frederick « Jack » Rowley, né le 7 octobre 1918 à Wolverhampton en Angleterre et mort le 28 juin 1998, est un footballeur international anglais évoluant au poste d'attaquant des années 1930 aux années 1950, connu pour avoir marqué avec Manchester Unitrd 211 buts en 424 apparitions. Son frère cadet, Arthur Rowley, détient toujours le record du plus grand nombre de buts marqués dans la Ligue de football anglaise au cours d'une carrière avec 434 buts.

## Biographie
Jack Rowley commence sa carrière professionnelle en 1935 avec Wolverhampton Wanderers. En 1937, il s'installe à Bournemouth marquant 10 buts à ses 11 premiers matchs. Son talent l'amène bientôt l'attention des grands clubs et Rowley est acheté 8 mois plus tard par Manchester United pour 3 000 £. Alors âgé 17 ans, il fait ses débuts pour United le 23 octobre 1937 contre Sheffield Wednesday. Dans son deuxième match, il marque 4 buts contre Swansea City.
Initialement acheté comme ailier gauche, il se développe en un attaquant très efficace avec Matt Busby dans l'équipe première d'United, si bien qu'il a aide le club à gagner la FA Cup en 1948, marquant deux buts en finale, et le championnat en 1952. Il quitte le club en 1955 pour devenir joueur / manager de Plymouth Argyle.
Plus tard, il entreprend de diriger Oldham Athletic, qui accède à la troisième division en 1963. De là, il continue en gérant l'Ajax pour la saison 1963-1964, avant de retourner en Grande-Bretagne pour gérer Wrexham, Bradford City, et de retourner à Oldham Athletic.
Rowley meurt en juin 1998, à l'âge de 79 ans. 

## Statistiques

### En équipe nationale
Ce tableau résume les sélections en équipe d'Angleterre de Rowley.
| Sélection | Date             | Compétition                              | Lieu                                     | Adversaire | Score | But(s)            |
| --------- | ---------------- | ---------------------------------------- | ---------------------------------------- | ---------- | ----- | ----------------- |
| 1         | 2 décembre 1948  | Match amical                             | Highbury, Londres                        | Suisse     | 6-0   | 55e               |
| 2         | 13 mai 1949      | Match amical                             | Stade Råsunda, Solna                     | Suède      | 3-1   |                   |
| 3         | 22 mai 1949      | Match amical                             | Stade olympique Yves-du-Manoir, Colombes | France     | 1-3   |                   |
| 4         | 16 novembre 1949 | Éliminatoires Coupe du monde 1950        | Maine Road, Manchester                   | Irlande    | 9-1   | 5e, 47e, 55e, 58e |
| 5         | 30 novembre 1949 | Match amical                             | White Hart Lane, Londres                 | Italie     | 2-0   | 75e               |
| 6         | 5 avril 1952     | British Home Championship 1951-1952 (en) | Hampden Park, Glasgow                    | Écosse     | 1-2   |                   |

Légende
- Tours préliminaires à la Coupe du monde
- British Home Championship
- Victoire
- Nul
- Défaite

## Palmarès
Manchester United
- FA Cup : 1948
- Championnat : 1952